# Óblast de Nérchinsk
La óblast de Nérchinsk fue una unidad administrativa y territorial del Imperio ruso entre 1784 y 1805, con capital en la ciudad de Nérchinsk.
La óblast de Nérchinsk fue establecida como parte de la gobernación de Irkutsk en 1784. Su estructura incluía 4 condados: Barguzín, Doroninskoye, Nérchinsk y Sretensky.
Para el año 1784 tenía una población de 39 213 personas, incluyendo 39 comerciantes, 658 burgueses, 15 262 agricultores, 597 campesinos, y 22 627 "extranjeros". Existían campos de agricultores en Gazimurskii, Ducharsky, Catherine, Kutomarsky, Shilka y Nérchinsk.
En 1797 se instauró el virreinato de Irkutsk, el cual incluyó a la óblast de Nérchinsk en la óblast de Irkutsk. En abril de 1805 fue abolida la óblast de Nérchinsk, y gran parte de sus condados fueron transferidos a la subordinación directa de la óblast de Irkutsk.